# Utzmühle (Beilngries)
Die Utzmühle ist die letzte erhaltene von vier ehemaligen Mühlen in Beilngries an der Sulz. Darüber hinaus ist es ein nicht amtlich benannter Ortsteil von Beilngries, der mittlerweile mit dem Hauptort eine geschlossene Siedlungsfläche bildet. Heute wird mit zwei Francis-Turbinen Strom erzeugt.

## Geschichte
1846 war es Teil der Gemeinde Beilngries im Landgericht Beilngries. 1902 wurde das Mahlen von Getreide eingestellt. 1910/1911 wurde das heutige Gebäude als Pumpwerk für die Wasserversorgung errichtet. Die zum gleichen Zeitpunkt errichtete Scheune ist heute auch ein Wohnhaus.
Mitte des 20. Jahrhunderts wurde mit der Stromerzeugung begonnen. 2010 wurde ein Anbau durch Kühnlein Architektur erstellt.